# Livingston, Tennessee
Livingston är administrativ huvudort i Overton County i Tennessee. Orten har fått sitt namn efter politikern Edward Livingston. Vid 2010 års folkräkning hade Livingston 4 058 invånare.